# Kernspaltflöte

Schematischer Längsschnitt eines Blockflötenkopfs mit Block (A), Kernspalte bzw. Windkanal (B) und Schneidenkante (C).

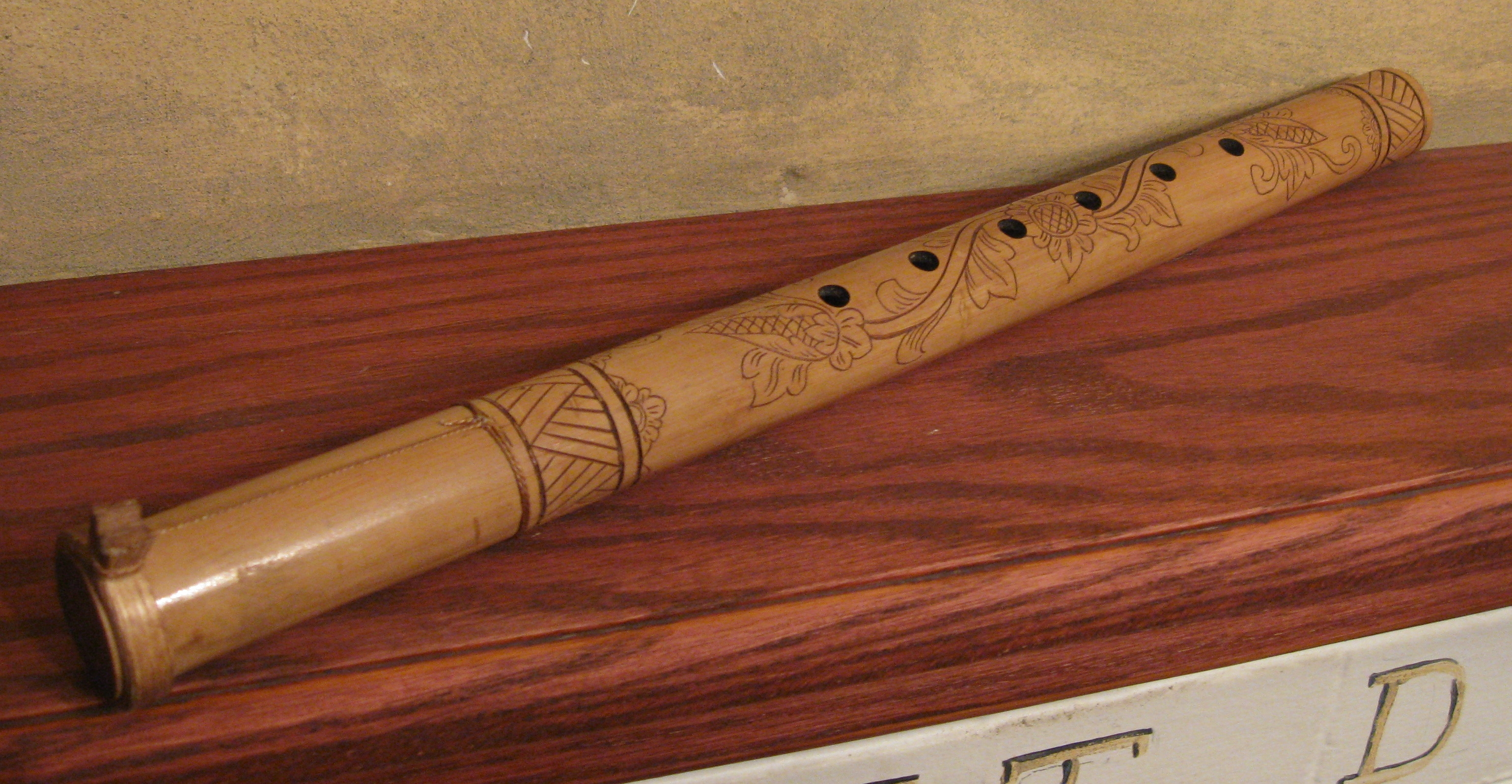
Javanische suling aus Bambus, eine Außenkernspaltflöte, auch Bandflöte (englisch ring flute). Der äußere Windkanal und die Schneidenkante sind durch einen Ring überdeckt.

Kernspaltflöten sind Flöten, bei denen die Blasluft durch einen Kernspalte genannten Windkanal gebündelt auf eine Schneidekante gerichtet wird, an welcher die Luftschwingung entsteht. Beim häufigsten Typ, den Schnabelflöten, nimmt der Spieler ein schnabelförmiges Mundstück zwischen die Lippen. Die Tonerzeugung mit diesen meist längs geblasenen Flöten ist relativ leicht, allerdings bieten sie weniger Möglichkeiten zur Variation des Klangs als randgeblasene Flöten ohne Kernspalt (Längsflöten und Querflöten).
Kernspaltflöten bilden in der Hornbostel-Sachs-Systematik innerhalb der „Schneideninstrumente oder Flöten“ (421) nach den „Flöten ohne Kernspalte“ (421.1, Längsflöten und Querflöten) die zweite Untergruppe „Flöten mit Kernspalte oder Spaltflöten“ (421.2).
Die Kernspaltflöten bilden angefangen mit der einfachen Tin Whistle eine vielfältige Instrumentengruppe. Die Schnabelflöten mit der Blockflöte als ihrem bekanntesten Vertreter sind typologisch Innenspaltflöten, bei denen das Anblasende durch einen Block verschlossen wird, der nur den Windkanal offen lässt. Die Südslawen auf dem Balkan verwenden Doppelkernspaltflöten wie die dvojačka mit zwei parallelen Spielröhren.
Bei den nur in Südostasien vorkommenden Außenkernspaltflöten oder Bandflöten wird der Windkanal durch einen Ausschnitt am oberen Rand und einen darübergezogenen Ring aus Pflanzenfasern gebildet. 
Die Labialpfeifen von Orgeln, mit denen auch das Portativ und das Orgelpositiv bestückt ist, erzeugen ihren Ton nach demselben (aber mechanisierten) Prinzip.
Zu den Kernspaltflöten zählen ferner:
- Atenteben in Ghana, angeblasen durch einen Luftspalt im geraden oberen Ende
- Csakan oder Stockflöte, weil in einen Spazierstock eingebaut
- Dolzflöte, historische Blockflöte im 17. Jahrhundert
- Einhandflöte
- Flageolett, vom Mittelalter bis ins 19. Jahrhundert gespielt
- Furulya, Sechs-Loch-Flöte von mittlerer Länge in Ungarn und einige andere Typen
- Gefäßflöte
- Gemshorn, aus einem Tierhorn gefertigte mittelalterliche Schnabelflöte
- Kolbenflöte, eine gedackte (am unteren Ende verschlossene) Schnabelflöte
- Koncovka, eine fingerlochlose Obertonflöte aus der Slowakei
- Okarina, eine Gefäßflöte
- Salamuri, aus Holz, das am weitesten verbreitete, traditionelle Blasinstrument in Georgien
- Saluang, eine Bambusflöte der Minangkabau auf der Insel Sumatra, Indonesien
- Sopilka, verschiedene ukrainische Blockflöten mit sechs bis acht Fingerlöchern, seit etwa 1970 auch eine chromatische Blockflöte mit zehn Fingerlöchern
- Suling, Bambusflöten in Indonesien, Malaysia und im Süden der Philippinen
- Tin Whistle, seit dem 19. Jahrhundert in der Volksmusik der Britischen Inseln gespielt
- Trillerpfeife
- Tulak, Gruppe von Blockflöten aus Holz oder Pflanzenrohr, vorwiegend in Aserbaidschan, Tadschikistan und Afghanistan